# Тантало, Гаэтано
Гаэта́но Та́нтало (итал. Gaetano Tantalo; 3 февраля 1905, Виллаваллелонга, Абруцци — 13 ноября 1947, Тальякоццо, Абруцци) — священник Римско-католической церкви, настоятель прихода в епархии Авеццано. В настоящее время идёт процесс по причислению его к лику блаженных.
Во время оккупации нацистами Италии укрыл у себя семьи знакомых евреев. Он не только спас семь человек от депортации и смерти в концлагере, но проявил глубокое уважение к их религиозной идентичности, обеспечив возможность следовать ритуалам иудаизма. Праведник мира.

## Биография

### Детство и юность
Родился 3 февраля 1905 года в Виллаваллелонге, в семье крестьян Лучано Тантало и Марии Коччия. 12 февраля того же года родители крестили своего первенца в приходской церкви, дав ему имя деда по линии отца. Несчастьем, пережитым им в детстве, стало падение в яму с известью в возрасте шести лет, когда он чудом остался жив.
В следующем году Гаэтано поступил в местную школу, где сразу проявил незаурядные умственные способности, в чём ему помогала блестящая память. Он рано проявил интерес к церковной жизни и дисциплинам. Уже в семь лет, 29 сентября 1912 года, получил первое причастие и конфирмацию из рук монсеньора Пио Марчелло Баньоли, епископа Марси.
Утром 13 января 1915 года произошло разрушительное Марсиканское землетрясение, во время которого Гаэтано оказался погребённым под обломками школы. Он был тяжело ранен и перевезён на лечение в Рим. В память об этом событии детства на всю жизнь у него остался шрам на лбу.
Вскоре после этого его отец был призван на фронт Первой мировой войны, где погиб. На овдовевшую мать легли заботы о четверых детях; ещё двое детей умерли во младенчестве. Гаэтано, как первенец, должен был разделить с ней эти заботы, но Мария, которую в их селе все звали Мариабелла, то есть «красавица Мария», поддержала решение сына посвятить себя церковному служению.
В ноябре 1918 года он поступил в пред-семинарию во временном здании в Тальякоццо, затем его перевели в пред-семинарию в Авеццано. Во время обучения юный семинарист продемонстрировал выдающиеся интеллектуальные способности, безупречное поведение, отзывчивость и дружелюбие по отношению к сокурсникам. В сентябре 1923 года поступил в епархиальную семинарию в Кьети, где также показал хорошие результаты в учёбе и поведении.

### Священник
11 июня 1930 года Гаэтано Тантало подал прошение на имя епископа о посвящении его поочерёдно в экзорцисты, аколиты, субдиаконы, диаконы и, наконец, священники. 3 августа того же года он был рукоположен в диаконы, а 10 августа стал священником Римско-католической церкви. Рукоположение в церкви святого Иоанна в Авеццано возглавил монсеньор Пио Марчелло Баньоли, епископ Марси. 15 августа Гаэтано Тантало отслужил свою первую мессу в родном приходе в Виллаваллелонге.
Он отказался от бенефиций, которые полагались ему как местному канонику. С ноября 1930 до июня 1933 года служил заместителем директора и духовным наставником в епархиальной семинарии. В звании профессора преподавал математику, итальянский, латинский и древнегреческий языки. Затем был назначен коадъютором в приход святого Иоанна в Авеццано, где прослужил с июля 1933 по июль 1936 года. В 1935 году, за короткий период времени, заменив настоятеля на приходе в Вилла-Сан-Себастьяно, сумел наладить сотрудничество прихода с местной протестантской общиной.
Из-за проблем со здоровьем в 1936 году Гаэтано Тантало был переведён в приход в Антрозано, откуда вскоре был поставлен в настоятели прихода святого Петра в Тальякоццо, в горной местности, где прослужил до самой смерти. Он вступил в третий орден святого Франциска. Большое внимание уделял духовному развитию детей, особенно из бедных семей, которых называл «подснежниками», материально помогал их семьям и делал это деликатно, так, что никто не чувствовал себя униженным.

### Во время нацистской оккупации
Летом 1940 года на курорте Мальяно-дей-Марси в провинции Л’Акуила Гаэтано Тантало познакомился с семьями Орвието и Пачифичи. В 1942 году он и Энрико Орвието стали друзьями. 8 сентября 1943 года, после оккупации нацистами Рима, евреи Орвието и Пачифичи бежали из города. В их доме в Мальяно-дей-Марси нацисты разместили свой штаб. Энрико решил обратиться за помощью к Гаэтано. Священник с радостью укрыл друзей, представив их соседям, как своих родственников. Всего убежище в приходском доме обрели семь человек: Марио Пачифичи, его супруга Гильда Борги-Пачифичи, Энрико Орвието, его супруга Джудитта Орвието и их дети Гвальтьеро, Джулиано и Натан Орвието.
В течение девяти месяцев он снабжал их продуктами и всем необходимым для совершения религиозных обрядов и праздников, в том числе Пейсаха. Кусочек мацы с того дня был обнаружен среди его вещей после смерти. В июле 1944 года семьи Орвието и Пачифичи вернулись в освобождённый от нацистов Рим.
Когда отступающие нацисты не смогли взорвать местную электроподстанцию, 6 июня 1944 года они, подозревая местных жителей в помощи борцам из движения Сопротивления, предприняли карательный рейд в Тальякоццо. Нацисты отобрали нескольких заложников для расстрела, если в течение суток им не передадут виновных. Гаэтано Тантало предложил себя в качестве добровольного заложника взамен местных жителей, но оккупанты посмеялись над ним, а ночью нацисты бежали из Тальякоццо под натиском наступавших союзников, не успев расстрелять ни одного заложника.

### Память
Гаэтано Тантало умер после окончания Второй мировой войны 13 ноября 1947 года. Перед этим он долго болел бронхиальной пневмонией. Лечение в клинике в Риме, которое оплатили его друзья Пачифичи и Орвието, не принесло результата. Он умер в Тальякоццо, но по воле покойного его похоронили на кладбище в родной Виллаваллелонге.
Сразу после смерти его могила стала местом паломничества. В 1953 году соотечественники, не тронув скромною надгробную плиту с надписью «11/13/47 Дон Г.Т.» (итал. 11/13/47 Don G.T.), установили в центре кладбища большой крест с благодарственной ему надписью. 24 августа 1958 года гроб с телом покойного священника был вырыт из земли и положен в построенной для него капелле. 3 сентября 1980 года его останки были перенесены в приходскую церковь святых Левкия и Николая в Виллаваллелонге, где находятся до сего дня.
Монсеньором Бьяджо Витторио Терринони, епископом Марси был инициирован процесс по причислению Гаэтано Тантало к лику блаженных. 15 марта 1980 года святой папа Иоанн Павел II подтвердил этот процесс официальной декларацией nihil obstat, провозгласив его слугой Божьим. 
15 декабря 1994 года Священной Конгрегацией по канонизации святых было принято решение о признании добродетелей священника совершёнными в героической степени. 6 апреля 1995 года тот же святой папа провозгласил Гаэтано Тантало досточтимым. Осенью того же года он тайно посетил приход в Виллаваллелонге и молился у гробницы подвижника. В настоящее время процесс по причислению священника к лику блаженных продолжается.
Почитание Гаэтано Тантало нашло выражение не только в фольклоре, в честь него существует народная песня, но вдохновило поэтов и художников на создание посвящённых ему стихов и картин. В Тальякоццо действует Ассоциация имени дона Гаэтано Тантало. В память о нём 31 мая 1978 года в Аллее Праведников в Иерусалиме членами спасённых им семей было посажено дерево.

### Биографии
- Meaolo, Gaetano. Don Gaetano Tantalo: un testimone :  [итал.]. — Avezzano : Unione apostolica del clero, 1969. — 287 p.

- Sarale, Nicolino. Don Gaetano Tantalo: un sacerdote amico umile, eroico, esemplare :  [итал.]. — Cinisello Balsamo (Milano) : San Paolo Edizioni, 1995. — 368 p. — (Testimoni del nostro tempo). — ISBN 978-8-82-153048-7.

## Видеозаписи
- Enzo Coletta. «Don Gaetano Tantalo il Santo della Marsica» — Передача «Дон Гаэтано Тантало — Святой из Марсики» с журналистом Энцо Колеттой.  (итал.)